# Campionat d'escacs del Pakistan
El Campionat d'Escacs del Pakistani és un torneig d'escacs estatal del Pakistan per determinar el campió del país, organitzat per la Federació d'Escacs del Pakistan.
Anterior al 1970, varen tenir lloc quatre campionats al Pakistan de l'oest sense la participació de jugadors del Pakistan de l'est. Això va canviar el 1970 amb el fundació de la Federació Nacional d'Escacs del Pakistan, que per primer cop va incorporar jugadors i membres executius d'ambdues parts del Pakistan, i el campionat nacional d'aquell any va tenir lloc a Chittagong. El 1977 el nom de l'organització fou canviat per Federació d'Escacs del Pakistan. El primer campionat del Pakistan femení tingué lloc el 2001.

## Quadre d'honor masculí
| #  | Any  | Lloc       | Campió[2]             |
| -- | ---- | ---------- | --------------------- |
| 1  | 1959 | Lahore     | Shaikh Muhammad Akram |
| 2  | 1960 | Lahore     | Shaikh Muhammad Akram |
| 3  | 1962 | Lahore     | Abdul Sattar          |
| 4  | 1964 | Karachi    | Shaikh Muhammad Akram |
| 5  | 1970 | Chittagong | Zahiruddin Farooqui   |
| 6  | 1974 | Karachi    | Ghulam Dastgir Butt   |
| 7  | 1976 | Rawalpindi | Zahiruddin Farooqui   |
| 8  | 1978 | Karachi    | Zahiruddin Farooqui   |
| 9  | 1979 | Karachi    | Zahiruddin Farooqui   |
| 10 | 1980 | Lahore     | Shahzad Mirza         |
| 11 | 1982 | Karachi    | Mahmood Khan          |
| 12 | 1983 | Sargodha   | Mahmood Lodhi         |
| 13 | 1984 | Quetta     | Mahmood Lodhi         |
| 14 | 1985 | Karachi    | Mahmood Lodhi         |
| 15 | 1986 | Sargodha   | Mahmood Lodhi         |
| 16 | 1987 | Quetta     | Mahmood Lodhi         |
| 17 | 1988 | Karachi    | Mahmood Lodhi         |
| 18 | 1990 | Quetta     | Mahmood Lodhi         |
| 19 | 1991 | Lahore     | Tunveer Gillani       |
| 20 | 1993 | Karachi    | Mahmood Lodhi         |
| 21 | 1997 | Peshawar   | Shahzad Mirza         |
| 22 | 1998 | Quetta     | Mahmood Lodhi         |
| 23 | 1999 | Lahore     | Mahmood Lodhi         |
| 24 | 2004 | Lahore     | Tunveer Gillani       |
| 25 | 2006 | Rawalpindi | Tunveer Gillani[3]    |
| 26 | 2008 | Karachi    | Mahmood Lodhi[4]      |
| 27 | 2010 | Islamabad  | Mahmood Lodhi[5]      |
| 28 | 2012 | Karachi    | Mahmood Lodhi[6]      |
| 29 | 2014 | Lahore     | Mahmood Lodhi[7]      |
| 30 | 2016 | Karachi    | Mahmood Lodhi[8]      |
| 31 | 2018 | Lahore     | Mahmood Lodhi         |
| 32 | 2022 | Gilgit     | Amer Karim            |
| 33 | 2024 | Islamabad  | Mafaaz Khalid         |

## Quadre d'honor femení
| No. | Any      | Lloc      | Campiona                                                     |
| --- | -------- | --------- | ------------------------------------------------------------ |
| 1   | 2001[9]  | Karachi   | Zenobia Wasif                                                |
| 2   | 2010     | Islamabad | Nida Mishraz Siddiqui[10]                                    |
| 3   | 2012     | Karachi   | Zenobia Wasif, pel desempat contra Nida Mishraz Siddiqui[10] |
| 4   | 2014     | Lahore    | Zenobia Wasif[11]                                            |
| 5   | 2016[12] | Karachi   | Ghazala Begum                                                |
| 6   | 2018     | Karachi   | Zenobia Wasif                                                |
| 7   | 2022     | Gilgit    | Mehak Gul                                                    |